# Hendrik Gerard Hubert de Mulder
Hendrik Gerard Hubert (Bèr) de Mulder (Horst, 1 juni 1919 – Nijmegen, 28 mei 1991) was een Nederlands burgemeester en verzetsstrijder in de Tweede Wereldoorlog. 
De Mulder was bij het uitbreken van de Tweede Wereldoorlog werkzaam als ambtenaar bij de gemeente Wanssum. Hij was betrokken bij de uitgave van het lokale verzetsblad 'Voor de vrijheid'. Na drie nummers werden de uitgevers in 1943 gearresteerd en in maart 1944 tot 5 jaar tuchthuis veroordeeld. In 1946 werd De Mulder tot burgemeester benoemd van de gemeente Mook en Middelaar. Hij was destijds met 27-jaar de jongste burgemeester van Nederland. Hij was actief betrokken bij de wederopbouw en een van de initiatiefnemers voor de afgraving van wat later de Mookerplas werd. In 1953 vroeg hij ontslag aan.